# Курский (Оренбургская область)
Ку́рский — посёлок в Александровском районе Оренбургской области. Входит в состав Марксовского сельсовета.

## География
Посёлок находится на расстоянии 30 км к юго-востоку от села Александровка, административного центра района.

### Часовой пояс
Посёлок Курский, как и вся Оренбургская область, находится в часовой зоне МСК+2. Смещение применяемого времени относительно UTC составляет +5:00.

## Население
| 2010 |
| ---- |
| 5    |